# Thyborøn Kirke
Thyborøn Kirke er en kirke opført i Thyborøn i 2011. Den erstattede en kirke fra 1908, der grundet en sætningsskade blev nedrevet i 2009. Den nye kirke beholdt gamle effekter som døbefonten, orglet og altertavlen samt klokketårnet fra 1969.
- Klokketårnet
- Anne-Line